# Radio Adel 93
Radio Adel 93 fut l'une des pionnières de la FM en Région parisienne.
Radio associative basée à Montfermeil, elle n'a pas résisté aux contraintes du marché radiophonique et s'est éteinte en avril 1985, faute des ressources nécessaires.